# Smrt je vždycky osamělá
Smrt je vždycky osamělá (1985, Death Is a Lonely Business) je mysteriózní román s detektivní zápletkou amerického spisovatele Raye Bradburyho. Jde o první díl tzv. kalifornské trilogie, kam ještě patří romány Hřbitov šílenců (1990, A Graveyard for Lunatics) a Zbavme se Constance (2002, Let's All Kill Constance). Roku 2009 byla trilogie vydána souborně pod názvem Where Everything Ends (Kde všechno končí).

## Obsah románu
Jedná se o temný dramatický příběh z kalifornských Benátek (čtvrť Los Angeles). Odehrává se roku 1949 a je vyprávěn v první osobě. Vypravěčem příběhu je mladý spisovatel (v románu není nikde řečeno jeho jméno), jehož jediným skrovným příjmem je příležitostný prodej detektivních nebo sci-fi povídek do pulpových časopisů. Velmi mu také chybí jeho přítelkyně, která studuje v Mexiku.
Jednoho dne se vypravěč setká v noční tramvaji s neznámým člověkem, který ze sebe neustále vyráží slova Smrt je vždycky osamělá. Pro vypravěče jde o ztělesnění zla. O něco později se najde v kanále mrtvé tělo. Jde o první ze čtyř záhadných úmrtí osamělých lidí. Vrah musí přesně vědět o jejich osamělosti a bezmoci a v čem jsou zranitelní. Mladý spisovatel se rozhodne sériového vraha vypátrat, třeba i na vlastní nebezpečí. Pomáhá mu v tom zprvu poněkud neochotný detektiv Elmo Crumley, kterého spisovatel přesvědčí, že úmrtí nejsou náhodná. Najde i nečekaného spojence v samotářské hvězdě němého filmu Constanci Rattiganové.
Román připomíná styl klasiků tzv. americké drsné školy (Raymond Chandler, Dashiell Hammett, James M. Cain a Ross Macdonald), kterým je také věnován. Evokuje se značnou nostalgií zvláštní atmosféru města z let autorova dětství (Bradbury žil v Los Angeles od roku 1934). Je zřejmé, že vypravěčem je sám autor. Jméno svého detektiva zvolil podle dalšího spisovatele drsné školy Jamese Crumleyho. Do postavy Constance Rattiganové se promítla Bradburyho platonická láska z mládí k herečce Katharine Hepburnové.
Přestože je případ nakonec vyřešen, zůstává k zamyšlení ponurý svět nenaplněných představ roztodivných postav románu.

## Česká vydání
- Smrt je vždycky osamělá, Práce, Praha 1992, přeložila Zora Wolfová.